# Maria Moreno
Maria Moreno, pseudonimo di Maria Cristina Foreno (Buenos Aires, 1947), è una giornalista argentina.
Da più di trent'anni si dedica al giornalismo e ha una vasta produzione di scritti riguardanti le donne e il femminismo.

## Biografia
María Moreno ha cominciato come giornalista nel quotidiano L'Opinione, e ha collaborato nella rivista Sur e inoltre, nelle riviste Babel e Fine di Secolo. Successivamente, fondò il «Suplemento Dona» in Meteo Argentina, dove fu segretaria di redazione. Nel 1984 ha fondato la rivista Alfonsina, giornale femminista: il primo pienamente nel suo stile al ritorno della democrazia dopo l'ultima dittatura in Argentina.
Nel 2005 iniziò il programma televisivo Portarretros per il canale Città Aperta. Inoltre, ha coordinato l'Area Comunicazione del Centro Culturale Ricardo Rojas fino al 2010.
Nel 2005 viene pubblicato da Sudamericana Vida de Vivos: Conversaciones incidentales y retratos sin retocar, raccolta di interviste realizzate nei trent'anni precedenti. Alcuni degli intervistati da Maria Moreno sono Silvina Ocampo, Jose Bianco, Maitena Burundarena, Miguel Briante, Silvina Bullrich, Alejandro Kuropatwa e Martin Karadagian.
Dal 2020 è direttrice del Museo del Libro e della Lengua, affiliato alla Biblioteca nazionale della Repubblica Argentina.

## Riconoscimenti
- 1999: Premio Nexo per «il suo lavoro contro la discriminazione per identità di genere»[9]
- 2002: Guggenheim Fellowship per «l'attività di ricerca su politica e sessualità nelle militanze degli anni settanta»[10]
- 2007: Premio TEA «all'insegnante con affetto»[11]
- 2010: Premio dell'Agenda delle Donne[12]
- 2011: Premio Lola Mora[13]
- 2017: Premio della Critica al Migliore Libro Argentino di Avviamento Letterario per Black out[14][15]
- 2019: Premio Iberoamericano di Narrativa Manuel Rojas[16]